# Гендриков, Пётр Васильевич
Граф Пётр Васи́льевич Ге́ндриков (28 декабря 1883 — 13 февраля 1942, Париж) — волчанский уездный предводитель дворянства, последний орловский губернатор (1916—1917).

## Биография
Из графского рода Гендриковых. Сын тайного советника графа Василия Александровича Гендрикова (1857—1912) и княжны Софьи Петровны Гагариной.

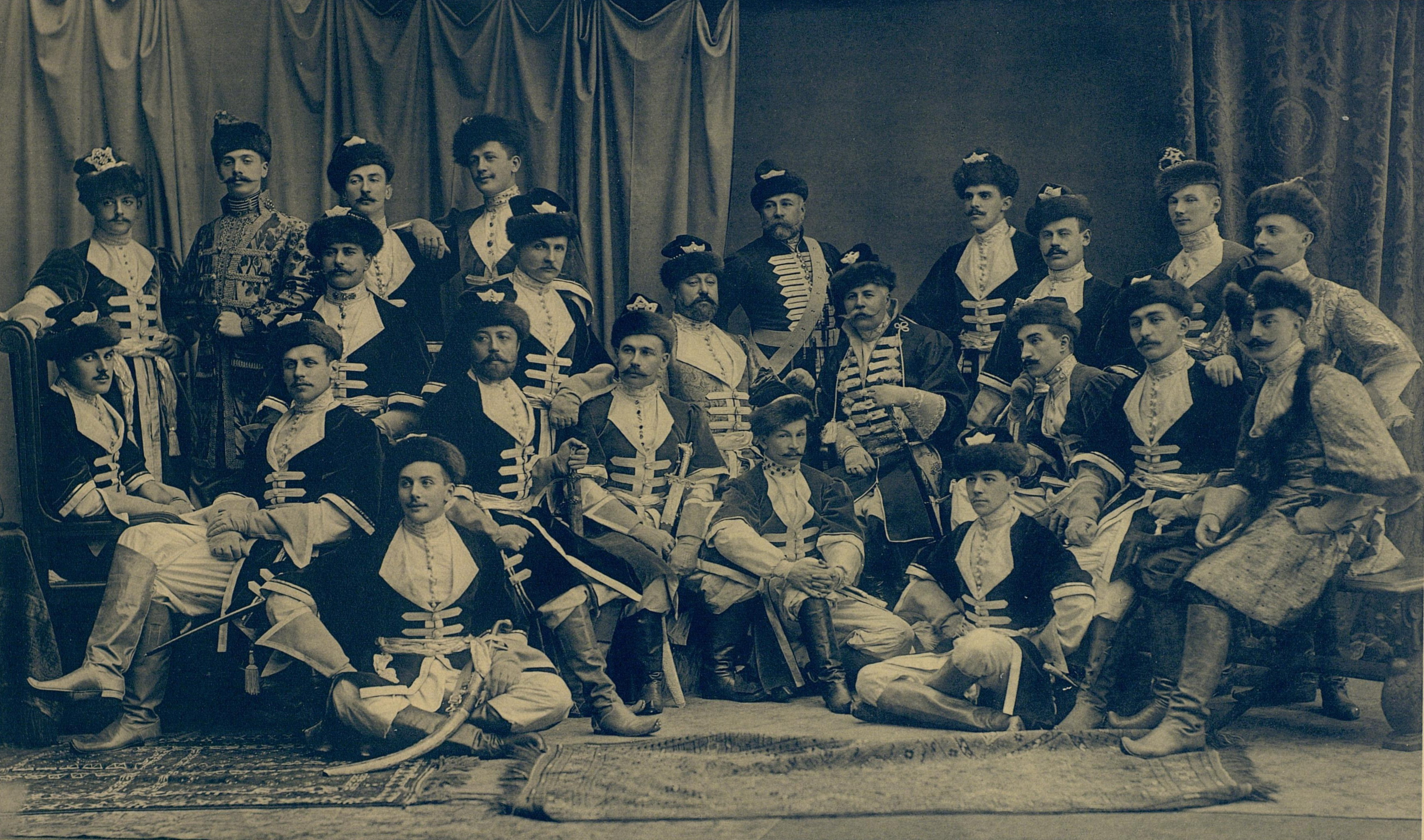
Корнет П. В. Гендриков (сидит крайний слева) на Костюмированном балу 1903 года в группе офицеров Кавалергардского полка

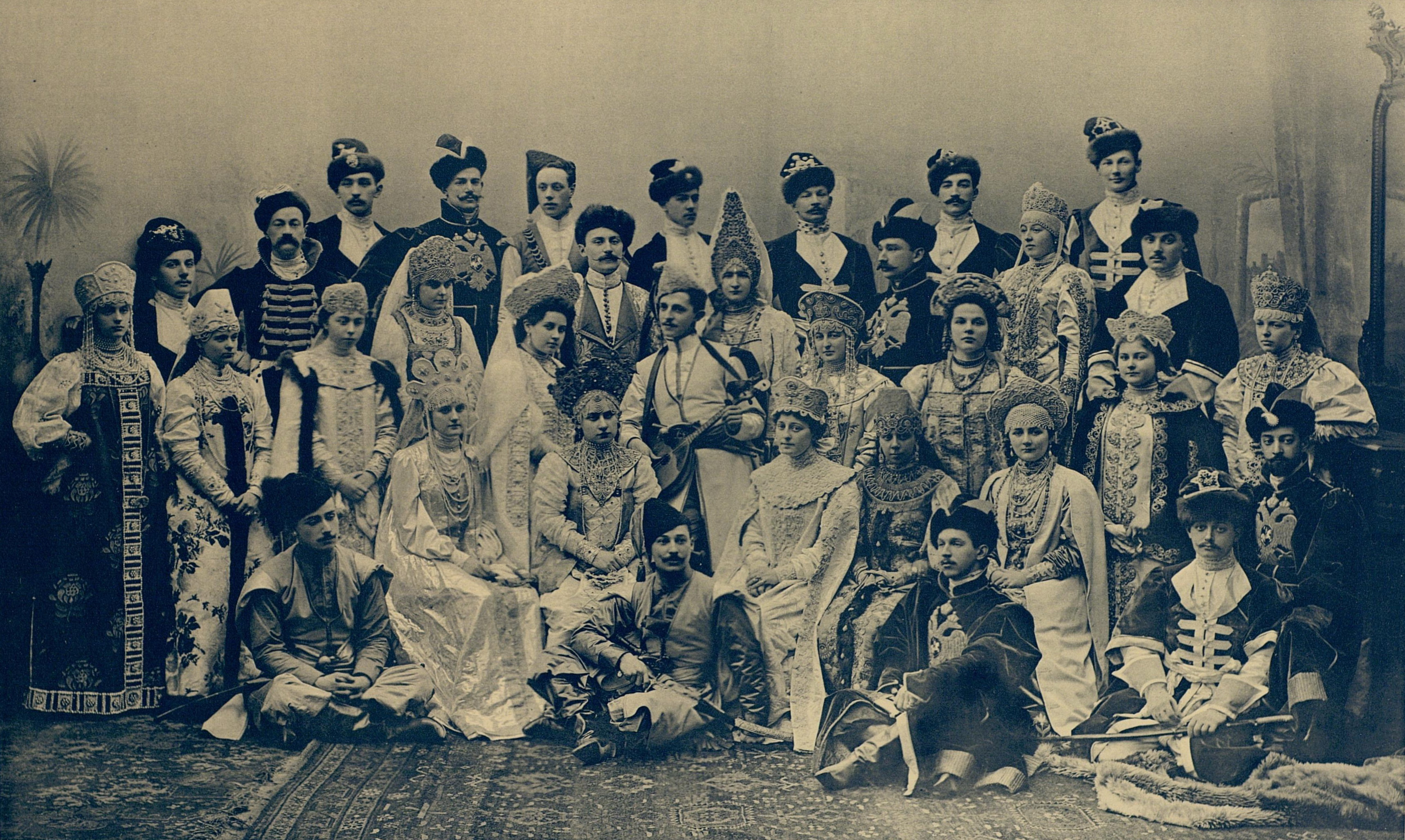
Корнет П. В. Гендриков (во втором ряду сверху стоит крайний справа) на Костюмированном балу 1903 года в группе, танцевавшей на бале «Русскую»

По окончании Морского училища в 1902 году, был произведен мичманом в 18-й флотский экипаж и прикомандирован к Кавалергардскому полку. 18 января 1903 года переведен корнетом в кавалергарды. В 1906 году был произведен поручиком, в 1907 году — назначен заведывающим пулеметной командой. Временно командовал эскадроном императрицы Александры Федоровны. После 1909 года перешёл на гражданскую службу.
В 1913 году был избран волчанским уездным предводителем дворянства. 6 декабря 1914 года назначен и. д. курского вице-губернатора, а в 1915 году — курляндским губернатором, однако фактически губернией не управлял, так как она была оккупирована немцами. 13 декабря 1916 переведен на должность орловского губернатора. Чины: камер-юнкер (1912), надворный советник (1915), коллежский советник (1916).
2 марта 1917 года, после Февральской революции, послал телеграммы председателю Временного правительства князю Львову и председателю Временного комитета Государственной думы Родзянко, заверяя, что губернское начальство подчинится новому правительству. Циркулярной телеграммой Временного правительства, опубликованной 7 марта 1917 года, был устранён от исполнения обязанностей наряду со всеми губернаторами. Участвовал в Белом движении в составе ВСЮР и Русской армии барона Врангеля.
После эмиграции жил в Париже, состоял товарищем председателя Центрального совета Русской монархической партии. Выдвигался делегатом от Франции на Российском зарубежном съезде в Париже в 1926 году.
В 1920-е годы участвовал в деятельности Русского очага во Франции, выступал на собраниях эмигрантских военных организаций. Участник Национальной организации русских разведчиков (НОРР). Умер в 1942 году в Париже. Похоронен на кладбище Триво в Медоне.

## Семья

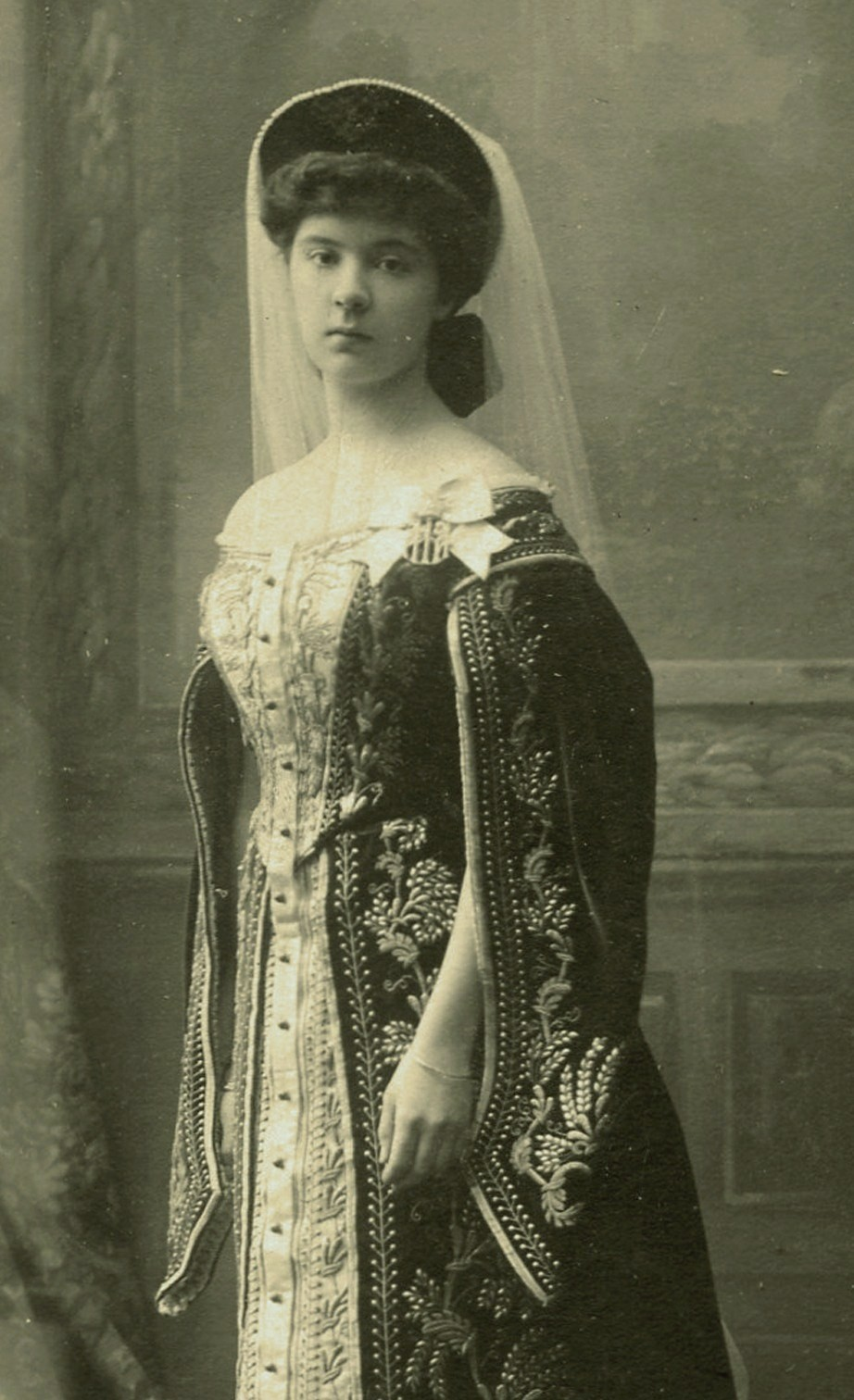
Ольга Гендрикова, жена

Жена (с 1914) — Ольга Николаевна Звягинцева (1892—1987), дочь лифляндского губернатора Н. А. Звегинцова. Выпускница Смольного института, фрейлина. Свободно владела пятью языками, увлекалась историей искусства, музыкой и литературой. После революции эмигрировала в Константинополь, с середины 1920-х годов жила в Париже, где проживала её мать и отчим. После Второй мировой войны переехала в Филадельфию, последние двадцать лет провела в Канаде с сестрой и семьей племянницы. Умерла в Калгари. Её мемуары были изданы потомками в 2013 году.
После развода с Ольгой Николаевной граф Гендриков женился вторично на Нине Хоппер, дочери княжны Нины Вадбольской. Детей в обоих браках не оставил.

## Награды
- Орден Святого Станислава 2-й ст. (1911);
- Орден Святой Анны 2-й ст. (1914).
- медаль Красного Креста «В память русско-японской войны»

Иностранные:
- румынский Орден Звезды, кавалерский крест.